# Abernethy (New South Wales)
Abernethy ist ein kleiner, ländlicher Ort in New South Wales, Australien. Er gehört zur Local Government Area Cessnock City.

## Geographie
Abernethy liegt in der Region Hunter Valley, 30 Kilometer Luftlinie westlich von Newcastle. Cessnock im Nordwesten ist sieben Kilometer entfernt.

## Geschichte

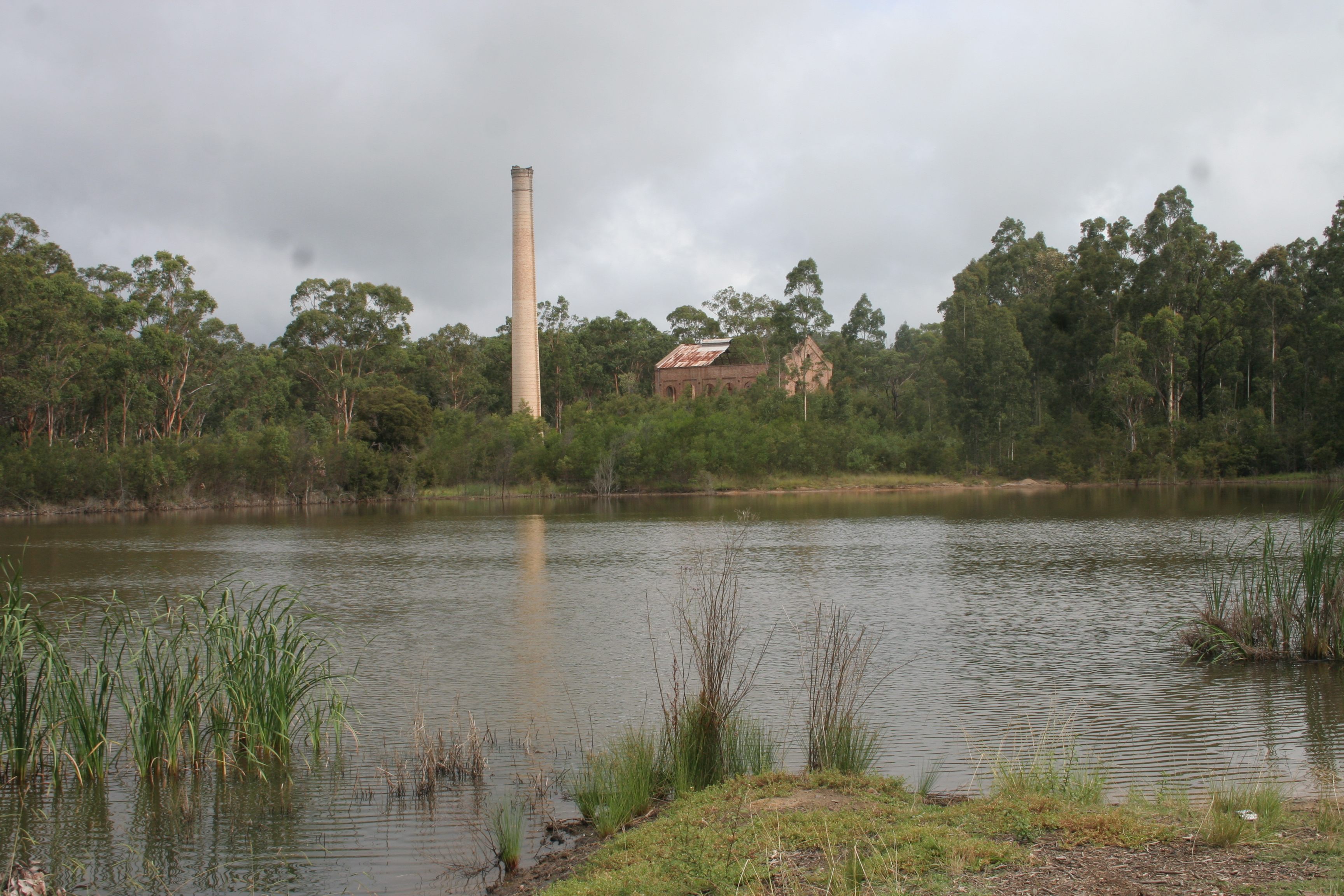
Reste einer Mine bei Abernethy

Das Dorf wurde 1910 als Wohnort für Arbeiter der Abernethy Main Colliery, einer Kohlemine, gegründet. Diese stellte 1927 den Betrieb ein.

## Demographie
Mit Stand von 2021 hatte Abernethy 317 Einwohner, von denen 300 die australische Staatsangehörigkeit besaßen. 41 Personen im Ort waren Aborigines (12,93 %), womit deren Zahl über dem Landesschnitt von 2,92 % liegt. Mit 38 Einwohnern/km² ist der Ort dünn besiedelt.
Insgesamt neun Menschen aus Abernethy wurden in England geboren. Weitere Einwohner, die im Ausland geboren wurden, kamen aus den Philippinen (5) und Neuseeland (3).
Das Medianalter lag bei 37 Jahren. Das mittlere Einkommen pro Person betrug 737 Australische Dollar, das mittlere Haushaltseinkommen lag bei 2069 AUD, womit es zu den höheren Haushaltseinkommen im landesweiten Vergleich (1746 AUD) zählt.

## Öffentliche Einrichtungen
In Abernethy gibt es einen Park, den Abernethy Park.